# JFA 全日本U-12フットサル選手権大会
JFA 全日本U-12フットサル選手権大会（ジェイエフエイぜんにほんアンダートゥエルブフットサルせんしゅけんたいかい）は、12歳未満のジュニア年代におけるフットサル競技の日本一クラブ決定戦である。2020・21年は中止。

## 概要
決勝大会は8月に東京で開かれる。ハウス食品グループ本社（ハウス食品）が協賛しているため、バーモントカップとも呼ばれる。2014年度までは9月から11月まで予選、翌年1月に決勝大会が行われていたが、全日本少年サッカー大会決勝大会が冬開催移行に伴い、本大会も2015年度からは夏開催に変更される。
出場チームは各都道府県47チームに加え、前年度予選参加チームの多い都道府県に更に1チームを加えた48チームで争われる。
過去には小野伸二や我那覇和樹、遊佐克美、原口元気、フットサル日本代表の木暮賢一郎らを輩出している。
長年全日本少年フットサル大会（ぜんにほんしょうねんフットサルたいかい）として開催されてきたが、2017年11月1日に日本サッカー協会 (JFA) が発表した「JFAブランディング」の一環としてJFA主催の2018年以降全ての大会名称に "JFA" の文字を加えること、全ての育成年代の大会表記を「全日本U-○○大会」に統一することから、現在の大会名となっている。

## 結果
| 回 | 開催年度 | 優勝                           | 結果               | 準優勝                     |
| -- | -------- | ------------------------------ | ------------------ | -------------------------- |
| 1  | 1991年度 | 読売SCユースS                  |                    | 沼津FC                     |
| 2  | 1992年度 | 室蘭大和SS                     |                    | 釧路共栄コンバット         |
| 3  | 1993年度 | ゴールプランダーズ             |                    | 江別ユニオンSSS            |
| 4  | 1994年度 | 読売日本SC                     |                    | ゴールプランターズ         |
| 5  | 1995年度 | 天竜FCSS                       |                    | 長作FC                     |
| 6  | 1996年度 | 札幌アレグレ厚別・信濃FC       |                    | 上松少年SC                 |
| 7  | 1997年度 | 日新・本輪西ドリームクラブ     |                    | 細江SSS                    |
| 8  | 1998年度 | 聖隷ジュニアFC                 |                    | 江南南SS                   |
| 9  | 1999年度 | ヴェルディJr                   |                    | 廿日市FCJr                 |
| 10 | 2000年度 | ガンバ大阪Jr                   |                    | サンフレッチェ広島         |
| 11 | 2001年度 | 室蘭八丁平FC                   |                    | ヴェルディJr               |
| 12 | 2002年度 | ヴェルディJr                   |                    | 式見SSS                    |
| 13 | 2003年度 | 江南南SS                       |                    | 兵庫FC                     |
| 14 | 2004年度 | FCアスクラロ沼津               |                    | 高田FC                     |
| 15 | 2005年度 | JUVEN.F.C.898                  |                    | 松江嫁島SC                 |
| 16 | 2006年度 | malva mito fc                  |                    | ヴェルディJr               |
| 17 | 2007年度 | 東京ヴェルディ                 | 6 - 6 （PK 6 - 5） | 津ラピドFC                 |
| 18 | 2008年度 | 津ラピドFC                     | 6 - 2              | ヴィッセル神戸ジュニア     |
| 19 | 2009年度 | 柏レイソルU-12                 | 7 - 0              | 大分トリニータジュニア     |
| 20 | 2010年度 | 東京ヴェルディ                 | 3 - 2              | マルバ浦安                 |
| 21 | 2011年度 | FCトッカーノ                   | 6 - 1              | ベガルタ仙台ジュニア       |
| 22 | 2012年度 | 鹿島アントラーズジュニア       | 2 - 1              | ベガルタ仙台ジュニア       |
| 23 | 2013年度 | 江南南SS                       | 4 - 1              | 鹿島アントラーズジュニア   |
| 24 | 2014年度 | 鹿島アントラーズつくばジュニア | 6 - 3              | 江南南SS                   |
| 25 | 2015年度 | ブリンカールFC                 | 5 - 3 （延長）     | マルバ千葉fc U-12          |
| 26 | 2016年度 | センアーノ神戸ジュニア         | 11 - 6             | エルピーダ旭川             |
| 27 | 2017年度 | ピヴォ                         | 15 - 2             | ミップFC                   |
| 28 | 2018年度 | 大阪市ジュネッスFC             | 10 - 9             | 鹿島アントラーズジュニア   |
| 29 | 2019年度 | ブリンカールFC                 | 4 - 1              | 北海道コンサドーレ札幌U-12 |
| 32 | 2022年度 | ブリンカールFC                 | 6–1                | ヴィッセル神戸             |
| 33 | 2023年度 | ヴィオレータFC                 | 8–7                | ジンガFC                   |
| 34 | 2024年度 | 戸塚FCジュニア                 | 8–2                | 静岡ジュニアFC・ピヴォ     |
| 35 | 2025年度 | マルバ千葉FC                   | 10–3               | FCトリアネーロ町田         |